# Roundyella
Roundyella is een geslacht van uitgestorven kreeftachtigen uit de klasse van de Ostracoda (mosselkreeftjes).

## Soorten
- Roundyella aculeata Gorak, 1964 †
- Roundyella augustai Pokorny, 1951 †
- Roundyella bellatula Bradfield, 1935 †
- Roundyella binoda Masurel, 1989 †
- Roundyella cincinnata (Posner, 1951) Sohn, 1961 †
- Roundyella dorsopapillosa Sohn, 1954 †
- Roundyella elegana Sun (Quan-Ying), 1984 †
- Roundyella fimbriamarginata Gibson, 1955 †
- Roundyella hubeiensis Sun (Quan-Ying), 1984 †
- Roundyella incompta Hoare, 1993 †
- Roundyella klukovicensis Pribyl, 1955 †
- Roundyella kroemmelbeini Kozur, 1985 †
- Roundyella lebaensis Kroemmelbein, 1958 †
- Roundyella ludbrookae Fleming, 1985 †
- Roundyella mopacifa Benson, 1955 †
- Roundyella neopapillosa Ishizaki, 1964 †
- Roundyella ovatiformis Hou, 1954 †
- Roundyella papilliformis Wang, 1978 †
- Roundyella patagiata (Becker, 1964) Coen, 1985 †
- Roundyella pokornyi (Zagora, 1968) Becker & Sanchez De Posada, 1977 †
- Roundyella reticulosa (Jones & Kirkby, 1886) Sohn, 1961 †
- Roundyella retifera Blumenstengel, 1975 †
- Roundyella simplicissima (Knight, 1928) Bradfield, 1935 †
- Roundyella suavis Gorak, 1964 †
- Roundyella suboblonga Wang, 1978 †
- Roundyella subtilia Loranger, 1963 †
- Roundyella sustai Pribyl, 1958 †